# グレート・セント・ジェームズ島
グレート・セント・ジェームズ島（Great Saint James）は、セント・トーマス島東海岸沖に位置するアメリカ領ヴァージン諸島の島。広さは約165エーカー (67 ha)であり、セント・トーマス島の南東0.4キロメートル (0.25 mi)に位置する。近隣のリトル・セント・ジェームズ島と共に、投資家で性犯罪者のジェフリー・エプスタインが所有していた。

## 歴史

### ジェフリー・エプスタイン
グレート・セント・ジェームズ島は2016年に、投資家で性犯罪者のジェフリー・エプスタインによって2250万ドルで購入された。エプスタインは既に近隣のリトル・セント・ジェームズ島を所有していた。
エプスタインは生前、グレート・セント・ジェームズ島には何も建設していなかった。

## 画像

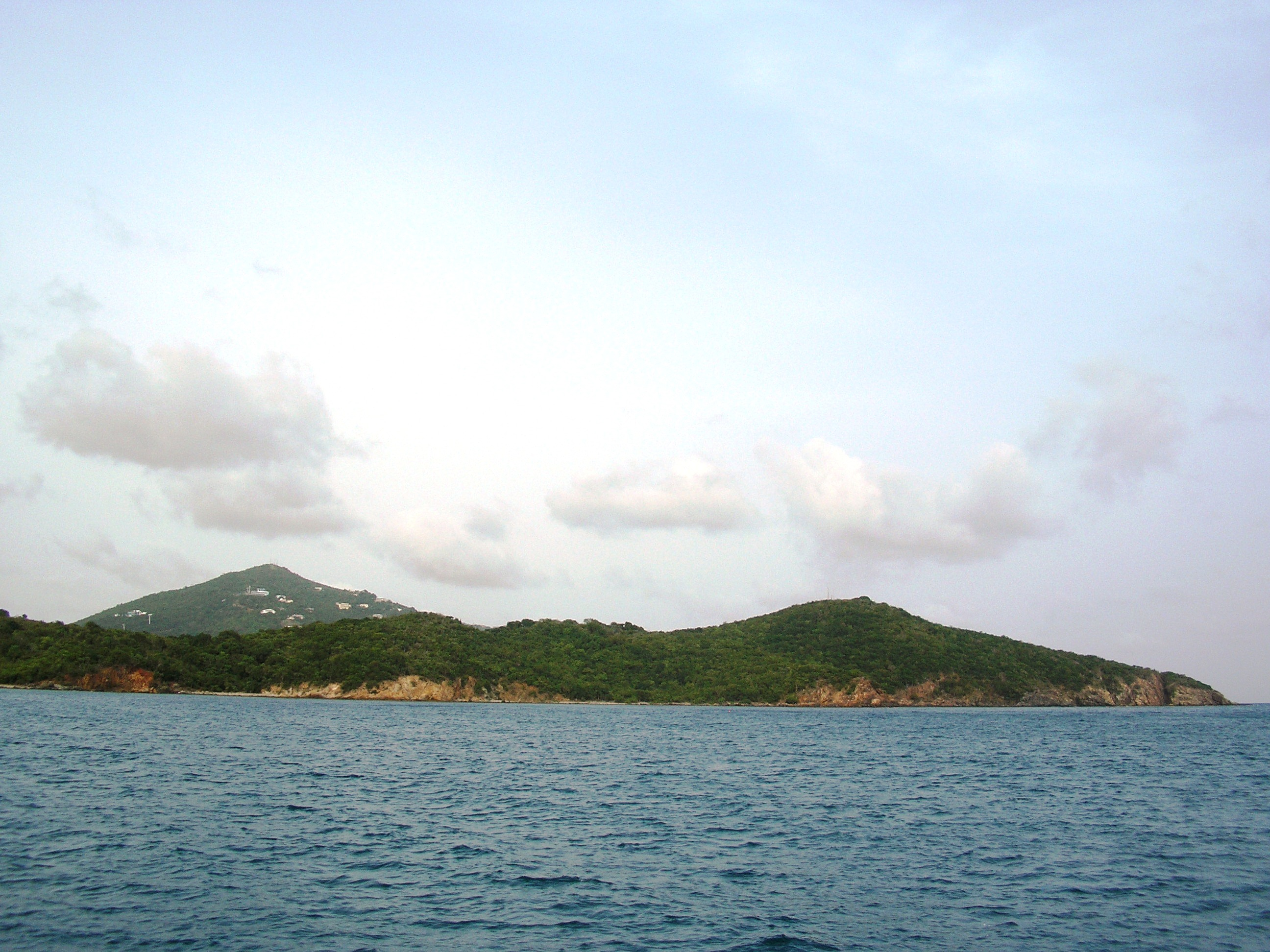
グレート・セント・ジェームズ島